# Orciano Pisano
Orciano Pisano là một đô thị ở tỉnh Pisa trong vùng Toscana thuộc Ý, có cự ly khoảng 70 km về phía tây nam của Florence và khoảng 25 km về phía đông nam của Pisa. Tại thời điểm ngày 31 tháng 12 năm 2004, đô thị này có dân số 599 người và diện tích là 11.6 km².
Orciano Pisano giáp các đô thị: Collesalvetti, Fauglia, Lorenzana, Rosignano Marittimo, Santa Luce.